# Canton de Sèvremoine
Le canton de Sèvremoine, précédemment appelé canton de Saint-Macaire-en-Mauges, est une circonscription électorale française du département de Maine-et-Loire créée par le décret du 26 février 2014 et entrée en vigueur lors des premières élections départementales suivant la publication du décret.

## Histoire
Un nouveau découpage territorial de Maine-et-Loire entre en vigueur à l'occasion des élections départementales de 2015. Il est défini par le décret du 26 février 2014, en application des lois du 17 mai 2013 (loi organique 2013-402 et loi 2013-403). Les conseillers départementaux sont, à compter de ces élections, élus au scrutin majoritaire binominal mixte. Les électeurs de chaque canton élisent au Conseil départemental, nouvelle appellation du Conseil général, deux membres de sexe différent, qui se présentent en binôme de candidats. Les conseillers départementaux sont élus pour 6 ans au scrutin binominal majoritaire à deux tours, l'accès au second tour nécessitant 12,5 % des inscrits au 1er tour. En outre la totalité des conseillers départementaux est renouvelée. Ce nouveau mode de scrutin nécessite un redécoupage des cantons dont le nombre est divisé par deux avec arrondi à l'unité impaire supérieure si ce nombre n'est pas entier impair, assorti de conditions de seuils minimaux. En Maine-et-Loire, le nombre de cantons passe ainsi de 41 à 21.
Le canton de Saint-Macaire-en-Mauges est formé de communes des anciens cantons de Montfaucon-Montigné (11 communes), de Beaupréau (1 commune), de Cholet 3e Canton (1 commune) et de Cholet 1er Canton (2 communes). Il est entièrement inclus dans l'arrondissement de Cholet. Le bureau centralisateur est situé à Saint-Macaire-en-Mauges.
À la suite du décret du 5 mars 2020, le canton prend le nom de son bureau centralisateur, Sèvremoine.

## Représentation
| Période élective | Période élective | Mandat | Mandat   | Identité            | Nuance | Nuance | Qualité                                                                                                 |
| ---------------- | ---------------- | ------ | -------- | ------------------- | ------ | ------ | --- |
| 2015             | 2021             | 2015   | 2021     | Jean-Paul Boisneau  |        | LR     | Retraité Maire de La Séguinière (1995-2020) Ancien conseiller général du Canton de Cholet-1 (2004-2015) |
| 2015             | 2021             | 2015   | 2021     | Isabel Volant       |        | DVD    | Responsable logistique Maire de Saint-Macaire-en-Mauges (2014-2020)                                     |
| 2021             | 2028             | 2021   | en cours | Richard Cesbron     |        | DVD    | Enseignant, Torfou, Premier adjoint au maire de Sèvremoine                                              |
| 2021             | 2028             | 2021   | en cours | Aglaé de Beauregard |        | DVD    | Hébergeur touristique, Saint-Macaire-en-Mauges, élue déléguée de Sèvremoine                             |

### Résultats détaillés

#### Élections de mars 2015
À l'issue du 1er tour des élections départementales de 2015, deux binômes sont en ballottage : Jean-Paul Boisneau et Isabel Volant (Union de la Droite, 48,10 %) et David Caron et Lydie Coupri (Union de la Gauche, 26,78 %). Le taux de participation est de 48,61 % (14 133 votants sur 29 077 inscrits) contre 49,68 % au niveau départemental et 50,17 % au niveau national.
Au second tour, Jean-Paul Boisneau et Isabel Volant (Union de la Droite) sont élus avec 65,19 % des suffrages exprimés et un taux de participation de 42,16 % (7 173 voix pour 12 273 votants et 29 109 inscrits).

#### Élections de juin 2021
Le premier tour des élections départementales de 2021 est marqué par un très faible taux de participation (33,26 % au niveau national). Dans le canton de Sèvremoine, ce taux de participation est de 26,97 % (8 253 votants sur 30 596 inscrits) contre 29,36 % au niveau départemental. À l'issue de ce premier tour, deux binômes sont en ballottage : Jean-Paul Boisneau et Isabelle Volant (DVD, 34,4 %) et Richard Cesbron et Aglaé de Beauregard (DVD, 30,2 %).
Le second tour des élections est marqué une nouvelle fois par une abstention massive équivalente au premier tour. Les taux de participation sont de 34,36 % au niveau national, 30,37 % dans le département et 25,86 % dans le canton de Sèvremoine. Richard Cesbron et Aglaé de Beauregard (DVD) sont élus avec 50,96 % des suffrages exprimés (3 546 voix pour 7 914 votants et 30 602 inscrits),,.

## Composition
Lors du redécoupage de 2014, le canton de Saint-Macaire-en-Mauges comprenait quinze communes entières.
À la suite de la création de la commune nouvelle de Sèvremoine au 15 décembre 2015, le canton regroupe désormais six communes entières.
| Nom                                | Code Insee | Intercommunalité        | Superficie (km2) | Population (dernière pop. légale) | Densité (hab./km2) | Modifier                                    |
| ---------------------------------- | ---------- | ----------------------- | ---------------- | --------------------------------- | ------------------ | ------------------------------------------- |
| Sèvremoine (bureau centralisateur) | 49301      | CA Mauges Communauté    | 213,07           | 25 764 (2022)                     | 121                | modifier les données · modifier les données |
| Le May-sur-Èvre                    | 49193      | CA Cholet Agglomération | 31,62            | 3 878 (2022)                      | 123                | modifier les données · modifier les données |
| La Romagne                         | 49260      | CA Cholet Agglomération | 15,93            | 2 012 (2022)                      | 126                | modifier les données · modifier les données |
| Saint-Christophe-du-Bois           | 49269      | CA Cholet Agglomération | 21,75            | 2 843 (2022)                      | 131                | modifier les données · modifier les données |
| Saint-Léger-sous-Cholet            | 49299      | CA Cholet Agglomération | 9,60             | 3 099 (2022)                      | 323                | modifier les données · modifier les données |
| La Séguinière                      | 49332      | CA Cholet Agglomération | 31,15            | 4 199 (2022)                      | 135                | modifier les données · modifier les données |
| Canton de Sèvremoine               | 4918       |                         | 323,12           | 41 795 (2022)                     | 129                | modifier les données                        |

## Démographie
En 2022, le canton comptait 41 795 habitants, en évolution de +2,07 % par rapport à 2016 (Maine-et-Loire : +2,12 %, France hors Mayotte : +2,11 %).
| 2013   | 2018   | 2022   |
| ------ | ------ | ------ |
| 39 865 | 40 968 | 41 795 |